# Justus van Effen

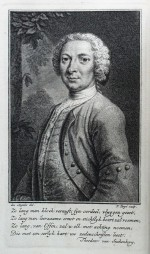
Justus van Effen

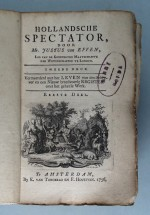
De Hollandsche Spectator

 Justus van Effen (ur. 21 lutego 1684 w Utrechcie, zm. 18 września 1735 w ’s-Hertogenbosch) – holenderski pisarz, tłumacz i dziennikarz.
Zainspirowali go uciekający do Holandii hugenoci (po tym jak Ludwik XIV odwołał edykt nantejski w roku 1685). 
Van Effen pisał głównie po francusku i na ten język tłumaczył dzieła angielskiej literatury, lecz po wizycie w Londynie, zaczął wydawać (od roku 1731) w swym ojczystym niderlandzkim języku pismo na wzór brytyjskiego „the Spectator”. Swemu pismu nadał nazwę „Hollandsche Spectator” (Holenderski Spectator). Jego śmierć w roku 1735 zahamowała wydawanie pisma.